# Shimoyama-Zwischenfall
Als Shimoyama-Zwischenfall (japanisch 下山事件, Shimoyama jiken) wird der ungeklärte Tod des Präsidenten der JNR, Shimoyama Sadanori bezeichnet, der sich auf Gleisen im Außenbezirk von Tōkyō ereignete. Neben dem Matsukawa- und dem Mitaka-Zwischenfall ist er einer der drei großen Kriminalfälle im Zusammenhang mit der japanischen staatlichen Eisenbahn im Sommer 1949.

## Überblick

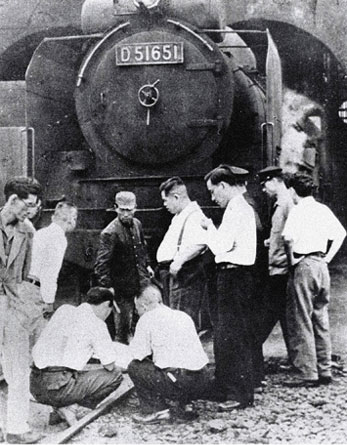
Untersuchung vor der Lokomotive Typ D51

Am 6. Juli 1949 wurde die zerstückelte Leiche von Shimoyama Sadanori (下山 貞則; 1900–1949), dem Präsidenten der JNR, auf Gleisen im Adachi-Distrikt von Tōkyō gefunden. Er war von einem Zug überfahren worden.
Shimoyama hatte Anweisungen von der Regierung und der Besatzungsmacht erhalten, etwa 97.000 Mitarbeiter im Juli zu entlassen. Zwei Tage vor dem Zwischenfall hatte er die Entlassung von 37.000 Mitarbeitern unterschrieben. Offizielle der Besatzungsmacht und die Regierung unter Premierminister Yoshida Shigeru beabsichtigten, mit den Entlassungen den Einfluss der Kommunistischen Partei auf die Eisenbahnergewerkschaft (国鉄労働組合, Kokutetsu rōdō kumiai) zu brechen.
Die Frage, ob Shimoyama ermordet wurde oder Selbstmord beging, ist bis heute unbeantwortet. Der Rechtsmediziner Furuhata konnte nur feststellen, dass Shimoyama tot war, bevor er überfahren wurde. Die Bedeutung des Falls liegt darin, dass die Presse und die Öffentlichkeit damit in den 1940er Jahren den Eindruck erweckten, kommunistischen Eisenbahnarbeiter hätten mit Shimoyama einen ranghohen Staatsbeamten ermordet.
Zusammen mit dem Matsukawa- und dem Mitaka-Zwischenfall führte der Shimoyama-Zwischenfall dazu, dass sich die öffentliche Meinung gegen die Kommunistische Partei richtete und für einen wirtschaftsliberal orientierten Wiederaufbau und eine Zusammenarbeit mit den USA stimmte, wie sie die Liberale Partei vertrat.